# Lylysaari (ö i Lappland)
Lylysaari är en ö i Finland. Den ligger i vattendraget Simojoki och i kommunen Simo i den ekonomiska regionen  Kemi-Torneå  och landskapet Lappland, i den norra delen av landet, 600 km norr om huvudstaden Helsingfors. Öns area är 0,5 hektar och dess största längd är 160 meter i öst-västlig riktning.